# 鈍兵耳鳴介
鈍兵耳鳴介（学名：Otocytherella duenbinga）为深海花介科耳鳴介屬下的一个种。